# Ильд, Ханна
Ханна Ильд (эст. Hannah Ild), урождённая Ханна Пруули (эст. Hanna Pruuli) и известная также как просто Ханна (англ. Hannah, родилась 12 мая 1981 в Таллине) — эстонская певица, пианистка и автор-исполнитель.

## Биография

### Карьера певицы
В возрасте 3 лет Ханна попала в детскую музыкальную студию, а затем оказалась в студии Эстонского радио и пения. С 7 лет пела в хоре Эстонского телевидения. Окончила Таллинскую музыкальную школу по классу фортепиано. В возрасте 13 лет написала песню «Земля детства», с которой выиграла конкурс детской песни Эстонии в 1995 году. Окончила Таллинский университет по специальности «СМИ и реклама», является организатором различных музыкальных мероприятий.
В 1997 году Ханна начала сольную карьеру. Она заняла 2-е место в национальном отборе на Евровидение с песней «Lonely Soul», в 2001 году за песню «Salaja» получила премию Эстонской ассоциации звукозаписывающих продюсеров за лучший танцевальный хит. В 2003 и 2004 годах выдвигалась на эстонскую музыкальную премию как лучшая певица страны. В 2003 году получила премию как исполнительница, чьих дисков было продано больше всего.
Для записи альбома «Ballads 2» (в Эстонии — «Ballaadid 2») звукозаписывающая студия, которой владел муж Ханны, начала сбор средств в размере от 200 до 250 тысяч долларов. Эстонские продюсеры назвали этот поступок безумным экспериментом над целевой аудиторией в 1,4 млн. человек. Эта рекламная кампания стала самой дорогой в истории Эстонии. Люди, купившие альбом, участвовали в розыгрыше автомобиля Mercedes-Benz A-Class, но после лотереи объём продаж снизился. В 2005 году Ханна получила две премии за наиболее продаваемый альбом и как наиболее популярная певица по объёмам продаж дисков.
13 октября 2007 года Ханна Ильд выступила на стадионе «Уэмбли» перед матчем футбольных сборных Англии и Эстонии, исполнив гимны обеих стран.

### Благотворительные концерты
- Январь 2004 — концерт в детском приюте городе Валга, Эстония.
- Март 2004 — концерт в честь мальчика, которому с помощью хирургической операции удалось вернуть слух, потерянный после менингита.
- Май 2004 — аукцион в поддержку детей из бедных семей, получающих школьное образование и проходящих медицинскую реабилитацию.
- Декабрь 2004 — три телеконцерта с Эстонским национальным симфоническим оркестром даны в поддержку сироты Жанны, родившейся с несколькими аномалиями.
- Декабрь 2004 — концерт с симфоническим оркестром в поддержку эстонских сирот, на концерте присутствовали 700 детей.
- Февраль 2005 — концерт в поддержку фонда «Zonta» с целью оказания помощи сиротам в обучении.
- Февраль 2005 — концерт в детском приюте на юге Эстонии.

## Дискография
- 2001 — Salaja
- 2002 — Ballads
- 2003 — Fly Away
- 2004 — Ballads 2
- 2005 — Hannah Live
- 2007 — Everything is Changing

## Награды
- Estonian Music Awards: лучший танцевальный хит (2001)
- Estonian Pop Music Annual Awards Golden Record: лучшая певица (2003)
- Estonian Pop Music Annual Awards Golden Record: лучшая певица (2005)
- Estonian Pop Music Annual Awards Golden Record: лучший альбом (2005)